# Jugo de arándano
El zumo de arándano o jugo de arándano es el líquido extraído del arándano (Vaccinium macrocarpon). El jugo de arándano es típicamente fabricado para comercializarse con azúcar, agua y a veces mezclado con otros jugos de frutas. El arándano, una fruta nativa de América del Norte, es reconocida por su color rojo brillante, su sabor ácido y su versatilidad para la fabricación de productos. Los principales alimentos de arándano incluyen los arándanos secos, la salsa de arándanos, los arándanos congelado, el polvo de arándano y el jugo de arándano.
Los productos de jugo de arándano bajos en calorías usan edulcorantes no calóricos. La acidez del jugo de arándano se deriva de su contenido mixto de polifenoles, incluidos flavonoides, proantocianidinas, antocianinas, ácidos fenólicos y elagitaninos.
A pesar de una reputación de larga data por proporcionar actividad antibacteriana contra las infecciones del tracto urinario (ITU), el jugo de arándano no tiene tales efectos probados, según lo determinado por una revisión Cochrane de investigaciones clínicas completadas y un panel científico para la Autoridad Europea de Seguridad Alimentaria que concluyó una causa y no se pudo establecer una relación de efecto entre el consumo de arándano y el riesgo de infecciones urinarias.

## Nutrición y composición
Una taza de jugo de arándano 100% estándar, equivalente a 248 g, contiene vitamina C como ingrediente para preservar la frescura, con otros micronutrientes que se pueden agregar durante la fabricación.  El jugo de arándano es una bebida ácida con un pH típico entre 2.3 y 2.5.
Media taza de jugo de arándano proporciona 60 calorías, el 20% del valor diario de vitamina C, y cuenta como la mitad de una fruta que sirve para la guía de nutrición diaria de United State MyPlate.

## Efecto sobre la salud

### Jugo de arándano e infección de tracto urinario
En 2008, hubo evidencia tentativa de que el uso a largo plazo del jugo de arándano podría ayudar a prevenir las infecciones sintomáticas del tracto urinario (ITU), pero este hallazgo fue refutado en 2012 con la conclusión de que «14 estudios adicionales sugieren que el jugo de arándano es menos efectivo que antes indicado» y que «el jugo de arándano no se puede recomendar actualmente para la prevención de infecciones urinarias». La Autoridad Europea de Seguridad Alimentaria revisó la evidencia y concluyó que no se ha establecido una relación de causa y efecto entre el consumo de productos de arándano y la reducción del riesgo de infecciones urinarias.
Una revisión sistemática en 2017 mostró que los productos de arándano redujeron significativamente la incidencia de infecciones urinarias, lo que indica que los productos de arándano pueden ser efectivos particularmente para personas con infecciones recurrentes. Cuando se examinó la calidad de los metanálisis sobre la eficacia de los productos de arándano para prevenir o tratar las infecciones urinarias, se observó una gran variación, resultante de inconsistencias en los métodos de investigación clínica.
En septiembre de 2017, Ocean Spray, un importante fabricante de jugo de arándano, presentó una solicitud de declaración de propiedades saludables a la FDA. Según la carta de respuesta de la FDA de febrero de 2018, la compañía «solicitó que la FDA autorice un reclamo de salud por la relación entre el consumo de productos de jugo de arándano y un menor riesgo de infección recurrente del tracto urinario en mujeres sanas». La FDA declaró que considerarían la petición de un «reclamo de salud calificado». Este tipo de etiqueta de declaración de propiedades saludables no requiere un «acuerdo científico significativo» como lo hace la etiqueta de la FDA con un estándar más alto, la «declaración de propiedades autorizadas». Por el contrario, las «declaraciones de propiedades saludables calificadas» solo requieren que la declaración esté «respaldada por alguna evidencia científica». Estos tipos de declaraciones de propiedades saludables tampoco necesitan «cumplir con el estándar de acuerdo científico significativo» y deben ir acompañados de un descargo de responsabilidad que indique que no hay pruebas suficientes de que el producto afecte una enfermedad, como la infección urinaria. La orientación adicional de la FDA en 2019 notificó a los fabricantes de jugo de arándano que los azúcares agregados necesarios para hacer que el jugo sea atractivo para los consumidores tuvieron que declararse en el panel de información nutricional de las etiquetas de productos, y la FDA revisará la cantidad de azúcar utilizada bajo su «criterio de aplicación».
En octubre de 2018, la recomendación del National Institute for Health and Care Excellence para el autocuidado de las infecciones urinarias bajas en personas de 16 años y más declara que «no se encontraron pruebas de productos de arándano o agentes alcalinizantes de orina para tratar la infección urinaria baja».

### Salud dental
No hay evidencia de alta calidad de que el jugo de arándano afecte la salud de las encías al prevenir la adhesión bacteriana dentro del tejido del epitelio oral y prevenir la acumulación de placa dental. El jugo de arándano es ácido, con un nivel de pH entre 2.3 y 2.5, un nivel de acidez que puede erosionar el esmalte dental.

## Fabricación y procesamiento

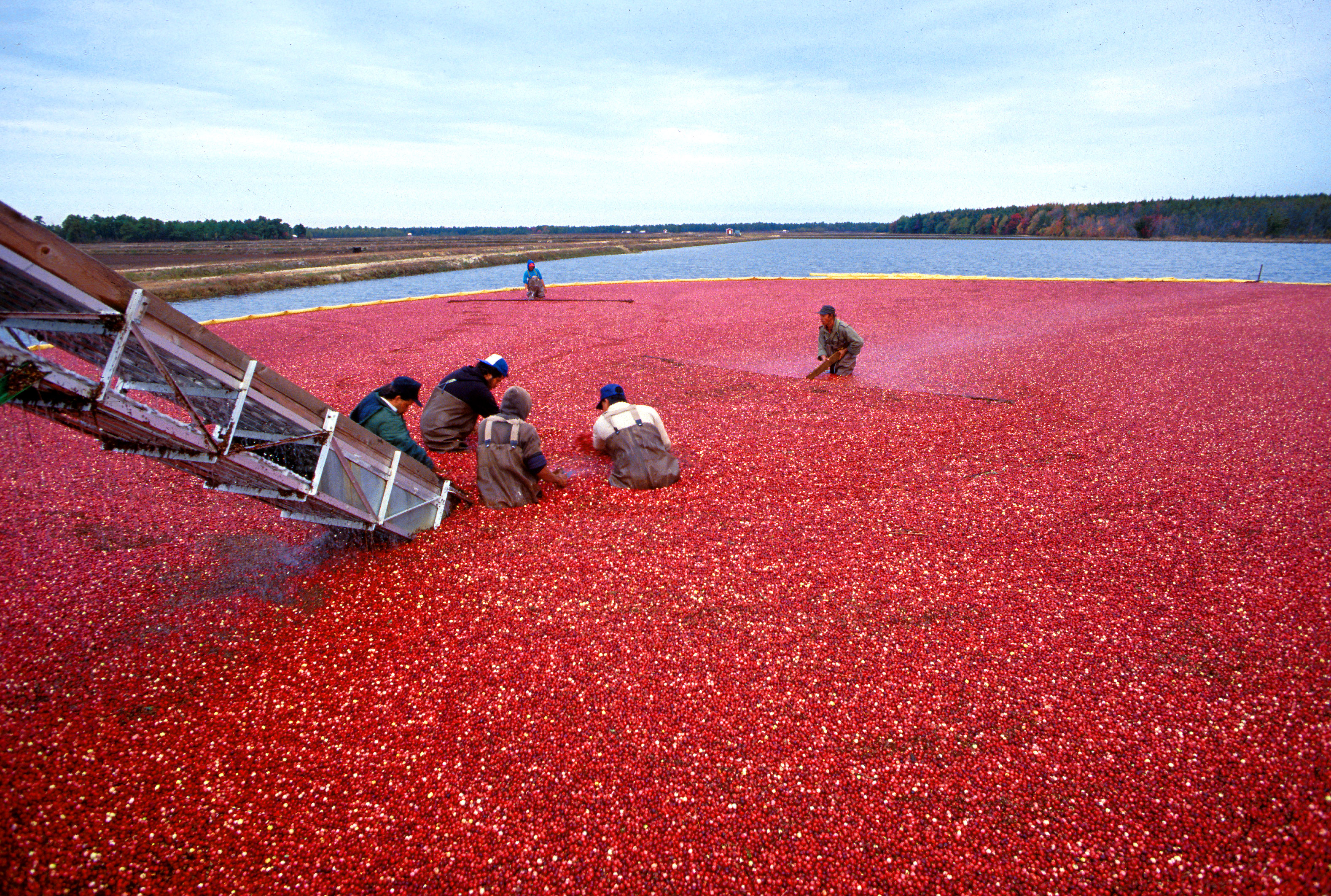
Cosecha de arándanos húmeda

### Fabricación
Los arándanos son una especie de baya roja agria producida por varias especies de plantas, pero es el arándano americano (Vaccinium macrocarpon) de frutos grandes, que se cultiva para la producción comercial. Actualmente, las principales provincias canadienses de cultivo de arándano son la Columbia Británica, Quebec, Nuevo Brunswick, Nueva Escocia y la Isla del Príncipe Eduardo. Sin embargo, las bajas temperaturas presentes en las provincias orientales requieren el uso estratégico del riego y las inundaciones, para evitar daños por heladas y pérdida de humedad. La cosecha húmeda es el método de cosecha común utilizado para los arándanos que se convertirán en jugo de arándano. Una máquina de remos llamada cosechadora de rueda de agua (water reel harvester) se usa para separar los arándanos maduros de las vides, luego se recolecta a través de una gran tubería de succión y se transporta en camión a una planta de procesamiento. En la planta de procesamiento, los arándanos pasan por una secuencia de trituración de frutas, maceración de puré, calentamiento de puré, prensado de jugo y pasteurización para producir un concentrado de arándano que se separa de la pulpa. Para fabricar el jugo de arándano, el concentrado de jugo de arándano se reconstituye con cantidades variables de agua, especificadas por la solicitud, el contrato o la orden de compra.

### Gestión de plagas
Durante el crecimiento, la calidad del arándano puede verse afectada por diversas plagas, incluidas las malas hierbas, los insectos, los ácaros, animales vertebrados y otras enfermedades, lo que resulta en la necesidad de tratamientos físicos, biológicos o químicos para reducir estos impactos. Canadá tiene un «Programa de reducción del riesgo de plaguicidas» en el que Agricultura y Agroalimentación de Canadá y la Agencia Reguladora de la Gestión de Plagas trabajan para enfrentar los peligros que los plaguicidas representan para el medio ambiente y la salud humana. Las inundaciones y el riego a menudo siguen siendo la mejor técnica para disuadir a las plagas resistentes a los pesticidas en el proceso de cultivo de arándano.

### Esterilización
Tradicionalmente, el jugo de arándano se esteriliza comercialmente a través del procesamiento térmico para eliminar cualquier microorganismo o espora patógena, o que se provoque deterioro. El producto de jugo de arándano preparado se trata térmicamente mediante técnicas de pasteurización relámpago (HTST) o uperización (UHT) y se envasa en envases asépticos sellados herméticamente. Durante el procesamiento térmico, el jugo de arándano recibe un tiempo de tratamiento térmico equivalente a una reducción de 5 log de patógenos. A menudo, la bacteria Clostridium botulinum recibe atención especial durante las técnicas de procesamiento térmico de alimentos. Sin embargo, C. botulinum no crece y produce toxinas por debajo de un pH de 4.6 y el jugo de arándano se clasifica como un alimento alto en ácido con un pH de 2.3 a 2.9.

#### Esterilización mejorada
En 2017, los nuevos métodos de procesamiento de jugo de arándano incluyeron el procesado de alimentos por altísima presión (HHP) y la tecnología de campos eléctricos pulsados (PEF). El tratamiento de HHP implica aplicar presión (80.000 psi o 550 MPa) al jugo de arándano durante 1 a 9 minutos para eliminar cualquier bacteria, moho o virus. El jugo de arándano crudo resultante, sin procesamiento térmico, está clasificado como un nuevo alimento por Health Canada. El tratamiento de PEF implica generar un campo eléctrico de alta intensidad que induce un flujo de corriente eléctrica a través del producto alimenticio para eliminar microorganismos dañinos. El jugo de arándano tratado con PEF no altera el sabor, el color o el perfil de aroma de los arándanos utilizados, a diferencia del método tradicional procesado térmicamente.

### Aditivos
Naturalmente, los arándanos son bajos en contenido de azúcar y tienen un sabor agrio o astringente. Como resultado, el jugo de arándano sin azúcar generalmente se considera desagradable para los consumidores. Para que el jugo sea más sabroso para los consumidores, el sabor agrio se puede cambiar mezclándolo con otros jugos de frutas o agregando azúcar o sustitutos del azúcar.

### Embalaje
Todos los productos de jugo de arándano se deben empacar en contenedores asépticos, sellados herméticamente (botellas de plástico, latas, cartones) de acuerdo con las buenas prácticas de fabricación de su país. El tamaño típico del contenedor utilizado es de 11.5 o 64 onzas líquidas, y cada uno debe llenarse con el producto al menos en un 90%. Los productos de jugo de arándano tampoco deben empacarse más de 90 días antes de su entrega, a menos que se especifique en el pedido. Los productos de jugo de arándano Ocean Spray y Fruit d'Or tienen una vida útil congelada de 24 meses y 36 meses, respectivamente.

### Etiquetado
Las etiquetas del contenedor de jugo de arándano tienen la siguiente información impresa: nombre y código del producto, tabla de información nutricional, número de lote / tambor, fecha de envasado, brix, acidez, peso neto, nombre del fabricante, dirección del fabricante y país de origen. De acuerdo con las declaraciones de composición de Canadá, se puede agregar una declaración de «sin conservantes» a los productos de jugo de arándano si solo contiene componentes naturales que proporcionan una función conservante como los benzoatos.

## Controles/de estándares

### Canadá
Para los mercados canadienses, el jugo de arándano está regulado como un producto procesado bajo jugos de frutas. El jugo de arándano debe estar hecho de arándanos sanos, limpios y maduros. Se pueden agregar uno o más de los siguientes ingredientes edulcorantes secos: azúcar, azúcar invertido y dextrosa. Según la Agencia Canadiense de Inspección de Alimentos (CFIA), el nombre común de este producto puede aparecer como «bebida de jugo de arándano/refrigerador» si al menos el 25% del jugo mencionado está contenido dentro de la cantidad neta del producto.
En Canadá, los arándanos se clasifican en dos categorías: Canadá No. 1 y Canadá Domestic. Se requiere que los arándanos del grado No. 1 estén bastante limpios, ser de tamaño uniforme, y sin daños o defectos en su apariencia, la comestibilidad o la calidad del envío. Los arándanos del grado Domestic deben estar razonablemente limpios, estar libre de cualquier daño o defecto que afecte seriamente la apariencia, la comestibilidad o la calidad del envío. Además, todos los grados deben estar debidamente embalados; estar en buen estado; tener una superficie mínima del 65% de color rojo; y estar libre de insectos y larvas de insectos.

### Estados Unidos
Para el mercados de EE. UU., el jugo de arándano del concentrado es una mezcla combinada de jugo de arándano o concentrado de jugo de arándano, agua, edulcorantes y ácido ascórbico. El jugo o el concentrado de arándano en la mezcla debe producirse a partir de arándanos limpios, sanos, maduros, bien coloreados y lavados, frescos o congelados (Vaccinium macrocarpon). Se pueden agregar uno o más de los siguientes ingredientes edulcorantes: sacarosa, azúcar líquido, jarabe de azúcar invertido o jarabe de maíz alto en fructosa (40% o más). El uso de aditivos alimentarios (color, sabores o ácidos) en el jugo de arándano depende del porcentaje de jugo de arándano o concentrado por volumen. Las mezclas de jugo de arándano con 25% o 27% no contienen ninguno de los aditivos mencionados, excepto el ácido ascórbico. Las mezclas de jugo de arándano con 22% no contienen color ni sabores agregados, pero se puede agregar ácido cítrico. Las mezclas de jugo de arándano con 20% pueden contener color, sabores y ácido cítrico.  El jugo de arándano terminado del producto concentrado debe producir un mínimo de una parte de jugo de arándano concentrado en tres partes de agua con un nivel mínimo de Brix de 12.º. Además, cada producto de jugo de arándano debe estar fortificado con vitamina C (ácido ascórbico), y cada porción debe proporcionar no menos del 100% de la ingesta diaria actual de los EE. UU. La acidez titulable mínima del producto de jugo de arándano debe ser 1,67% p/p, medida como ácido cítrico.

## Interacción con sangre thinners
El jugo de arándano puede interferir con las cumarinas utilizadas como anticoagulantes, como la warfarina, causando un INR inestable. El Formulario Nacional Británico (BNF) y la Administración de Alimentos y Medicamentos (FDA) recomiendan evitar el uso concomitante.

## Mercado
Cultivados comercialmente en los Estados Unidos y Canadá, los arándanos se cosechan en otoño para la fabricación de jugos y otros productos. Un barril de arándanos estadounidenses con un peso de 100 libras (45 kg) costó US $ 57.60 en 2017, pero el precio cayó a $ 22.30 por barril en 2019 debido a las guerras comerciales internacionales con los Estados Unidos, lo que provocó que el mercado cambiara a más compras de Canadá.
Incluyendo los arándanos utilizados para la producción de jugo, los estadounidenses consumen alrededor de 400 millones de libras (180 millones de kg) de arándanos por año. Alrededor del 95% de la cosecha anual de arándano de los EE. UU. Se usa para hacer jugo o mezclas de jugo. Wisconsin fue el principal productor de arándanos en los Estados Unidos en 2017. Los arándanos y el concentrado de jugo exportados desde los Estados Unidos fueron objeto de aranceles impuestos durante las guerras comerciales con la Unión Europea, China, México y Canadá durante el período 2017-19.